# 妙善寺 (米子市)
妙善寺（みょうぜんじ）は鳥取県米子市寺町にある日蓮宗の寺院。山号は本栄山。旧本山は京都大本山妙顕寺。親師法縁。
本堂前には道笑町の免地屋により天保2年（1831年）に建立された一字一石法華供養塔がある。
市内には寺町の実成寺、妙興寺をはじめ感應寺、浄蓮寺、本教寺、妙本寺等がある。

## 歴史
創建については元和2年（1619年）説と慶長元年（1596年）説の二説がある。開山は日受。
明治6年（1883年）知新小学校（女子校）が妙善寺境内に設立された。

## 境内
- 本堂
- 妙見堂　妙見菩薩を祀る。

## 歴代
- 日受